# Fazıl Say
Fazıl Say (prononcé [fa:.zɯl saj]), est un pianiste et compositeur turc né le 14 janvier 1970 à Ankara.

## Biographie
Fazıl Say voit le jour le 14 janvier 1970 à Ankara, la capitale de la Turquie, dans la région de l’Anatolie centrale. Son père, Ahmet Say, était écrivain et musicologue. Sa mère, Gürgün Say, quant à elle était pharmacienne.
Né avec une fente labio-palatine, une déformation au niveau de la bouche, il est opéré très jeune. On lui conseille alors de jouer d'un instrument à vent pour récupérer sa voix. À l'âge de quatre ans, il commence le piano.
En 1987, il termine ses études de piano et de composition au conservatoire d’Ankara. Grâce à une bourse, il part en Allemagne parfaire sa formation au sein des conservatoires de Düsseldorf et de Berlin,.
En 1995, il obtient le prix Jeunes artistes de concert (en) à New York et débute une brillante carrière internationale.
Il joue notamment avec l'Orchestre philharmonique de New York, l’Orchestre philharmonique d'Israël, l'Orchestre symphonique de Baltimore, l’Orchestre philharmonique de la BBC, l'Orchestre national de France et l’Orchestre philharmonique de Saint-Pétersbourg.
Son premier enregistrement date de 1998. Il contribue également à la diffusion de la musique classique en Turquie, en donnant de nombreux concerts dans toutes ses provinces.
Plusieurs de ses œuvres ont été interdites par les autorités turques, en particulier un oratorio dédié au poète Metin Altıok. Ce dernier a été tué lors du massacre de trente-trois intellectuels alévis par des islamistes radicaux à Sivas, en 1993.
En 2004, Fazil Say organise un festival annuel de piano dans la municipalité d'Antalya en Turquie, l'Antalya Piyano Festivali (nom turc). Directeur artistique jusqu'en 2014, il est licencié par le maire de la municipalité d'Antalya, Menderes Türel.
Sa passion pour le jazz l'a poussé à fonder le Worldjazz Quartet.
Il est l'auteur notamment d'un oratorio Nâzım, consacré au poète Nazım Hikmet.

### Affaires judiciaires
En avril 2012, après avoir déclaré qu'il était athée et s'être moqué sur Twitter d'un imam, il est poursuivi par la justice turque pour « atteinte aux valeurs religieuses de l'islam ». Il annonce qu'il risque de devoir quitter la Turquie pour le Japon car les insultes à la nation turque ou le non-respect de la religion musulmane sont pénalement sanctionnables. Un procureur d'Istanbul réclame à son encontre jusqu'à un an et demi d'emprisonnement.
Condamné en 2013 à dix mois d'emprisonnement avec sursis pour des tweets jugés blasphématoires par les autorités turques dans lesquels il comparait le paradis islamique à un « bordel » et une « taverne », il est finalement acquitté le 7 septembre 2016 par le tribunal d'Istanbul.

## Récompenses et distinctions
Fazıl Say reçoit le 17 décembre 2016 le Prix Beethoven des droits de l’homme, de la paix, la liberté, l’intégration et la lutte contre la pauvreté.

## Compositions

### Œuvres orchestrales
- 3 Maerchen pour piano et orchestre de chambre (1991)
- Sinfonia Concertante : pour piano et grand orchestre, opus 3 (1993)
- Symphonie de chambre, opus 6 (1996)
- Thinking Einstein pour piano et orchestre, opus 16 (2005)
- Fenerbahçe pour chœur, piano et orchestre, opus 23 (2007)
- Symphonie n°1 Istanbul, opus 28 (2009), commissionnée par la Westdeutscher Rundfunk et la Konzerthaus de Dortmund, première mondiale le 13 mars 2010 au Konzerthaus Dortmund
- Symphonie n°2 Mesopotamia, opus 38 (2011)
- Symphonie n°3 Universe, opus 43 (2012)
- Symphonie n°4 Umut, "Hope", (2018)

### Œuvres vocales
- Nazım : oratorio pour piano, chanteurs, narrateur, orchestre et chœur, opus 9 (2001), commande du ministère de la Culture de Turquie, sur des textes de Nazım Hikmet ;
- Metin Altıok Ağıtı : requiem pour chœur, solistes, piano et orchestre, opus 13 (2003).

### Œuvres concertantes
- Concerto pour piano, violon et orchestre, commandé par l’Orchestre symphonique de Berlin en 1991
- Concerto pour piano nº 2 « Silk Road » : pour piano et orchestre de chambre, opus 4 (1994)
- Concerto pour guitare, opus 5e (1996)
- Pièces pour piano et orchestre: Silence of Anatolia et Obstinacy (2001)
- Concerto pour piano nº 3[9]
- Concerto pour violon, 1001 nuits dans un harem, opus 25 (2007)
- Concerto pour trompette, opus 31 (2010)
- Nirvana Burning, pièce de concert pour piano et orchestre, opus 30 (2010)
- Concerto pour clarinette Khayyam, opus 36 (2011)
- Concerto pour ney et orchestre « Hezarfen », opus 39 (2011)
- Water pour piano et orchestre, opus 45 (2012)
- Never give up, concerto pour violoncelle (2017), créé à Paris le 3 avril 2018 par Camille Thomas

### Pour piano seul
- Fantaisie jazz sur le thème de la marche turque de Mozart ;
- Variations sur un thème de Paganini (1995)[10]
- Black Earth, hommage à Âşık Veysel, opus 8 (1997)
- Summertime, fantaisie jazz sur des thèmes de Gershwin (2005)
- Sonate Troyenne, commandée par la ville de Çanakkale à l'occasion de l'Année Troyenne, opus 78 (2018)

### Musique de chambre
- Sonate pour violon et piano (1997)
- Quatuor pour cordes ''Divorce Quartet'' opus 29 (2010)
- Dervish in Manhattan pour piano, ney, contrebasse et percussions
- Space Jump for Trio (piano, violin, cello), opus 46 (2013)

## Enregistrements
1. 1993 (SFB) (Scarlatti, Berg, Say)
2. 1996 Troppenote Records (Say)
3. 1997 Metamorphosen Chamber Orchestra, avec Scott Yoo
4. 1998 Warner Music (Sonates pour piano de Mozart)
5. 1998 Warner music (Suite française N°6, BWV 817 Concerto italien en fa majeur, Prélude et fugue BWV 543, Le Clavecin bien tempéré, livre I de J.S. Bach, Chaconne, BWV 1004, de J.S. Bach-Busoni).
6. 1999 Teldec (J.S. Bach)
7. 2000 Teldec (Gershwin)
8. 2000 Teldec (Le Sacre du printemps de Stravinsky, version pour piano)
9. 2001 Teldec (Liszt, Tchaïkovsky)
10. 2002 İmaj (Nazım)
11. 2003 Naïve (Say, Black Earth)
12. 2003 İmaj (Metin Altıok ağıtı)
13. 2003 Bilkent (Nazım)
14. 2004 Naïve (Concerti pour piano Nos. 12, 21, 23 de Mozart)
15. 2005 Naïve (Sonates pour piano de Beethoven)
16. 2006 Naïve (Sonates pour piano de Haydn)
17. 2006 Avex (Récital public à Tokyo)
18. 2007 Naïve (Kopatchinskaja–Say, Beethoven, Bartok, Ravel)
19. 2008 Naïve (Kopatchinskaja–Say : 1001 Nights in the Harem)
20. 2008 Naïve (Beethoven, Ravel, Bartók, Say), avec Patricia Kopatchinskaja, prix Excellentia de Pizzicato (Luxembourg).
21. 2011 Pictures
22. 2012 Istanbul Symphony & Hezarfen Ney Concerto
23. 2013 Ada Müzik (İlk Şarkılar)
24. 2013 Naïve (Mesopotamia Symphony Universe Symphony)
25. 2014 Naïve (Say Plays Say)
26. 2015 Ada Müzik (Yeni Şarkılar)
27. 2016 Sony Classical (Oriental Trumpet Concertos)
28. 2016 Warner (Mozart Complete Piano Sonatas)
29. 2017 Warner (Chopin Nocturnes)
30. 2017 Ada Müzik (Güz Şarkıları avec Güvenç Dağüstün, Ece Dağıstan)
31. 2017 Erato (Secrets: French Songs avec Marianne Crebassa)
32. 2019 Ada Müzik (Nazım Oratoryosu avec Genco Erkal, İbrahim Yazıcı, Serenad Bağcan)
33. 2022 Warner (Bach Variations Goldberg)